# Нагорний Андрій Олександрович
Андрі́й Олексан́дрович Наго́рний — капітан Збройних сил України, учасник російсько-української війни.
Станом на березень 2017-го — командир батареї, 24-та бригада.

## Нагороди
За особисту мужність і героїзм, виявлені у захисті державного суверенітету та територіальної цілісності України, вірність військовій присязі, відзначений — нагороджений
- 27 червня 2015 року — орденом «За мужність» III ступеня.